# Kånna högar

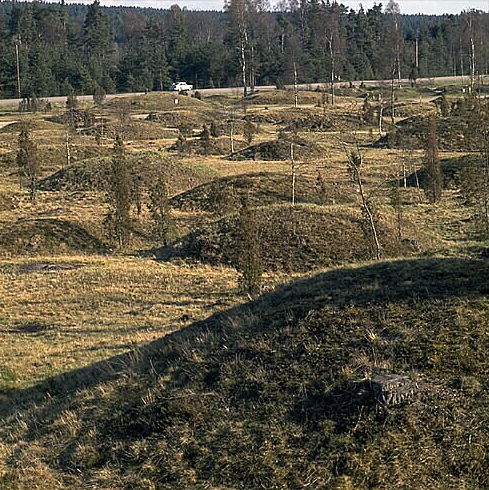
Kånna högar

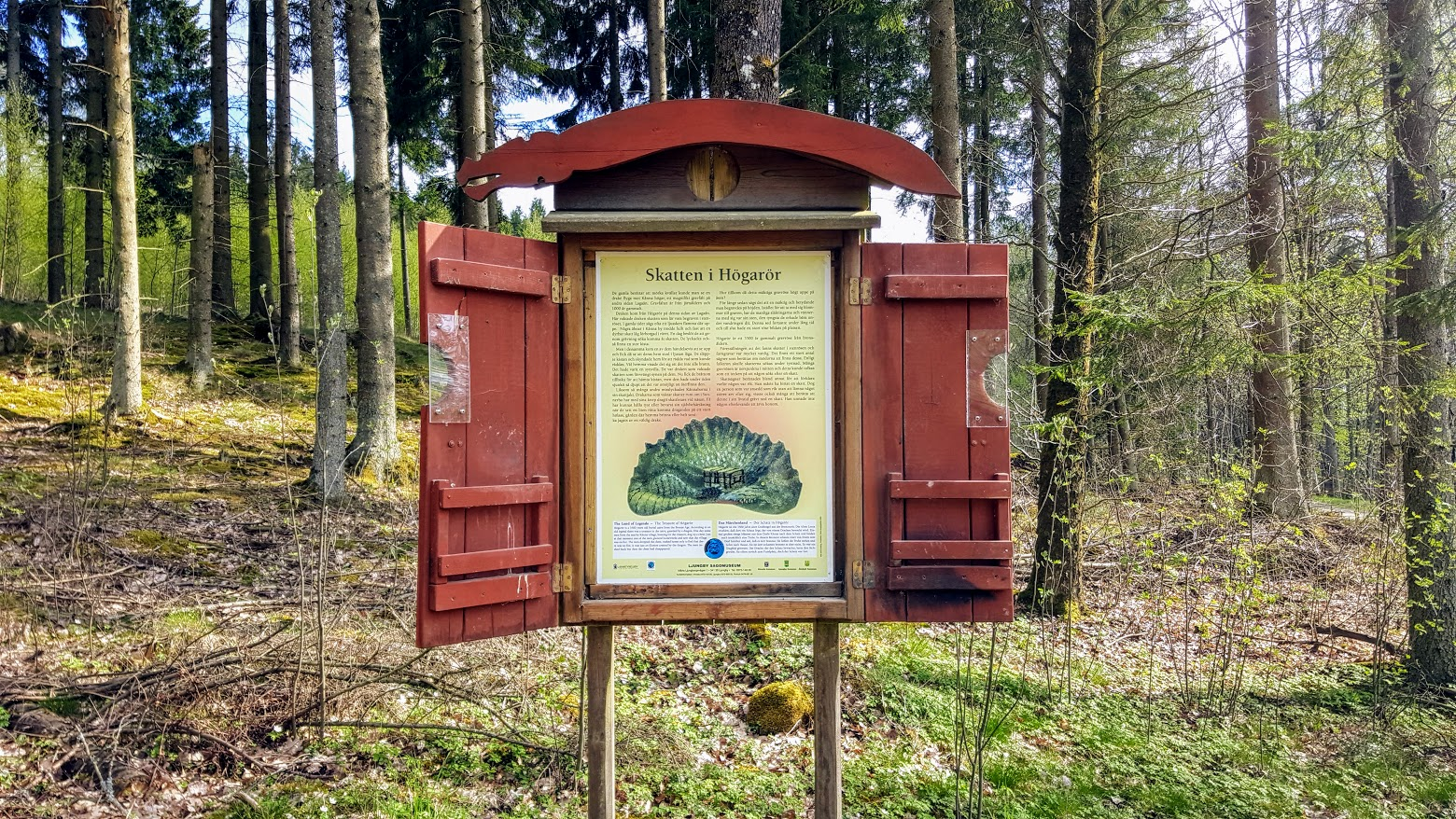
Hinweis auf den Schatz im Högarör

Kånna högar ist das größte Gräberfeld in Kronobergs län. Es liegt nördlich von Kånna und südlich von Ljungby, östlich der E4 in Småland in Schweden.
Das in die jüngere Eisenzeit (400–650 n. Chr.). datierende Gräberfeld besteht aus 240 Grabhügeln, 30 Bautasteinen, 17 Steinsetzungen, zwei Domarringen, einer Röse und einem Dolmen vom Fröböke-Typ. Kånna högar hat Ähnlichkeit mit dem Gräberfeld von Replösa östlich von Ljungby.

## Beschreibung
Die größten Grabhügel haben etwa 20,0 m Durchmesser und sind knapp über zwei Meter hoch. Etwa 20 sind oval, während die anderen 220 rund sind. Ein Grabhügel hat mittig einen Bautastein und mehrere haben Randsteineinfassungen. Die Mehrheit der Steinsetzungen ist ebenfalls rund, aber es gibt auch zwei Treuddar. Der größere hat etwa 20,0 Meter Seitenlänge und hohe Steine an seinen drei Enden. Die Domarringe haben Durchmesser von 12,0 und 16,0 Metern und bestehen aus vier bzw. fünf bis zu 1,75 Meter hohen Steinen. Der Dolmen vom Fröböke-Typ bestehen aus drei Tragsteinen mit der offenen Seiten nach Osten. Auf dem nördlichen Tragstein befindet sich ein Schälchen. Auf einem der Bautasteine befindet sich eine Signatur aus dem späten 19. Jahrhundert. Die Röse von etwa 18,0 m Durchmesser und einem Meter Höhe ist wahrscheinlich das älteste Monument des Gräberfeldes.
1964 wurden drei Gräber untersucht. In einem fand sich ein Skelett mit Grabbeigaben. Im Mund war eine Silbermünze, die schlecht erhalten und nicht datierbar war. Die Sitte, eine Münze in den Mund zu legen, bekannt als Charonsmünze oder Obolus, stammt aus der griechischen Mythologie, wo die Münze für die Überquerung des Flusses Styx bezahlt werden musste. In den Gräbern befand sich eine Schnalle aus Bronze und ein eisernes Messer mit Spuren eines Holzschaftes.
Auf einem Hügel auf der anderen Seite der Straße, etwa 700 m südöstlich des Gräberfelds, liegt die Storröse Högarör mit einer Höhe von über 2,0 m und etwa 30,0 m Durchmesser. Nach einer Sage gibt es einen Schatz in dem Hügel, der von einem Drachen bewacht wird.